# Serhij Rudyka
Serhij Ołeksandrowycz Rudyka, ukr. Сергій Олександрович Рудика (ur. 14 czerwca 1988) – ukraiński piłkarz, grający na pozycji pomocnika.

## Kariera piłkarska

### Kariera klubowa
Wychowanek klubu Metałurh Zaporoże, barwy którego bronił w juniorskich mistrzostwach Ukrainy (DJuFL). Karierę piłkarską rozpoczął 15 października 2005 roku w drugiej drużynie Metałurha Zaporoże, potem występował w drużynie rezerwowej. Dopiero 3 sierpnia 2008 debiutował w Premier-lidze. 4 czerwca 2010 powrócił z wypożyczenia do Zorii Ługańsk, w której nie rozegrał żadnego meczu. Po zakończeniu sezonu 2014/15 opuścił zaporoski klub. 7 lipca 2015 przeszedł do Metalista Charków, w którym grał do grudnia 2015. 30 marca 2016 podpisał kontrakt z białoruskim Szachciorem Soligorsk. 9 sierpnia przeszedł do Karpat Lwów. 1 listopada 2016 kontrakt ze lwowskim klubem został anulowany. 10 grudnia 2016 zasilił skład Illicziwca Mariupol. 30 grudnia 2017 opuścił mariupolski klub. 21 marca 2018 podpisał kontrakt z Dniaprem Mohylew, w którym grał do 8 października 2018. W lutym 2019 został piłkarzem bułgarskiego klubu Wereja Stara Zagora. Latem 2019 wrócił do Metałurha Zaporoże.

### Kariera reprezentacyjna
W 2008 rozegrał jeden mecz w młodzieżowej reprezentacji Ukrainy.